# Ґергард Гец
Ґергард Гец (нім. Gerhard Hetz, 13 липня 1942 — 19 травня 2012) — німецький плавець.
Призер Олімпійських Ігор 1964 року, учасник 1960 року.